# Linha Verde (Líbano)

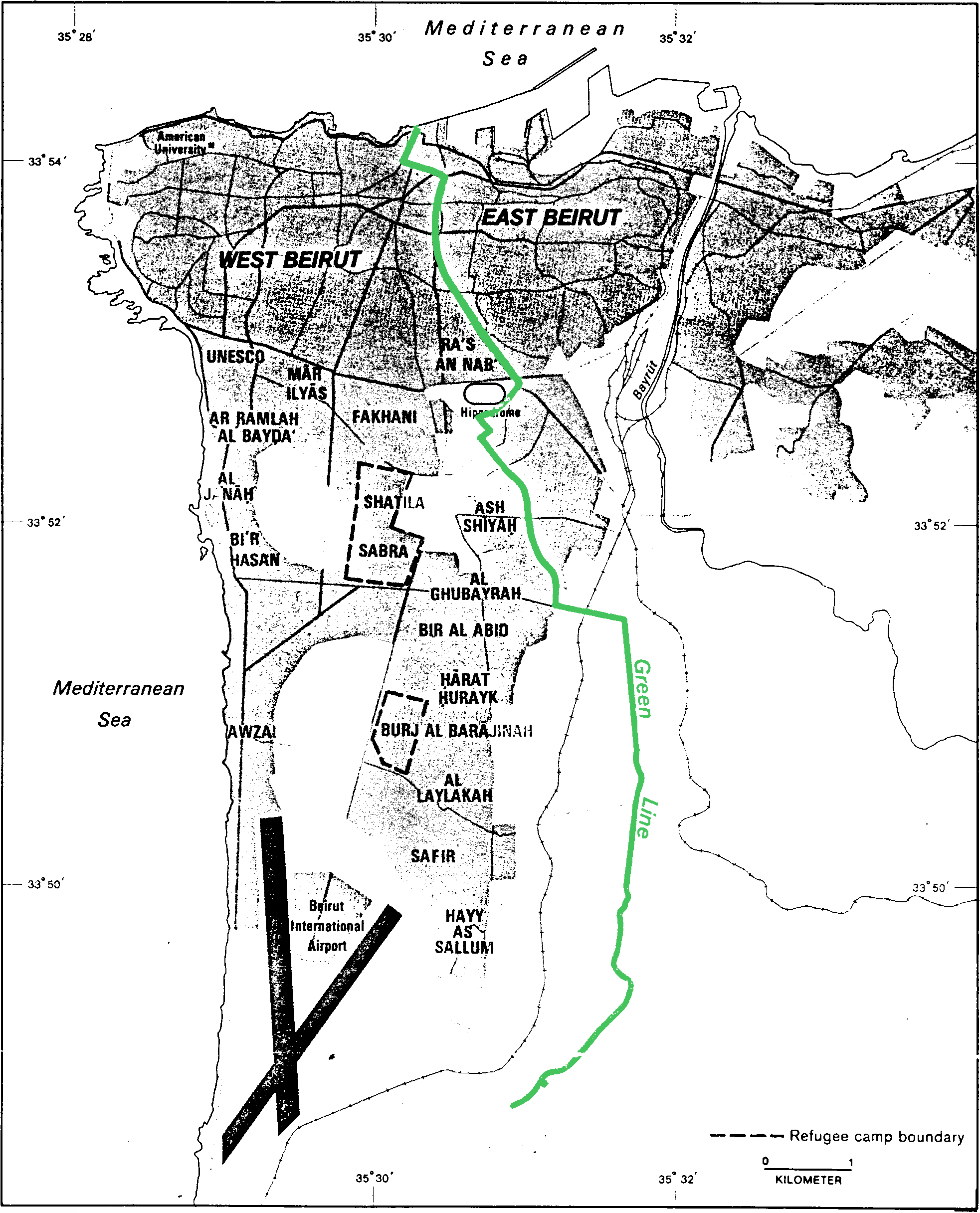
Um mapa da CIA dos bairros de Beirute em 1986, que também mostra a Linha Verde

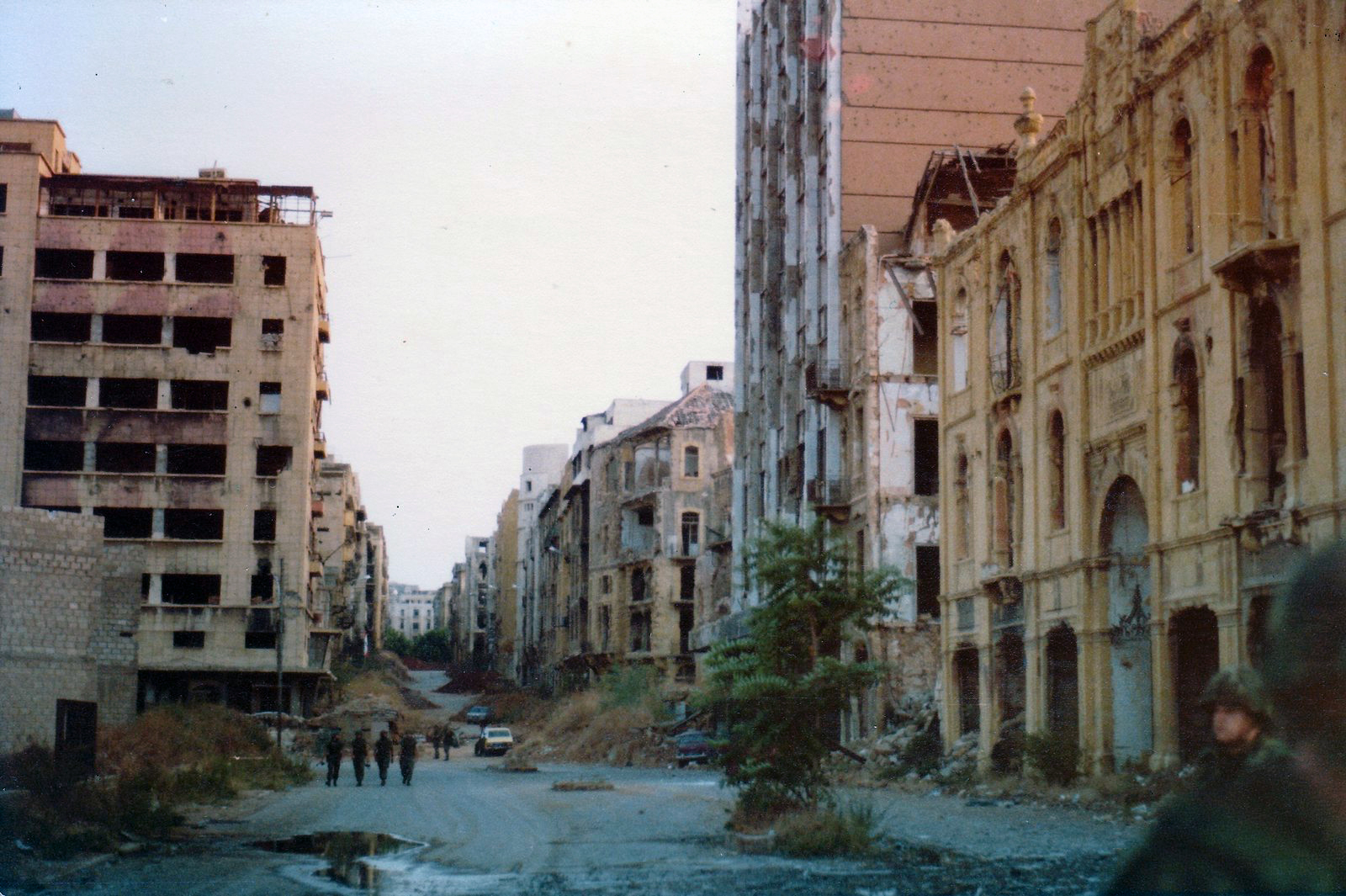
Linha Verde, Beirute, 1982

A Linha Verde foi uma linha de demarcação em Beirute, no Líbano, durante a Guerra Civil Libanesa de 1975 a 1990. 

## Divisão
Separou as facções muçulmanas na Beirute Ocidental (com bairros predominantemente muçulmanos) das facções cristãs na Beirute Oriental (com bairros predominantemente cristãos). No início da guerra civil, a divisão não era absoluta, pois alguns muçulmanos viviam a leste da Linha Verde e alguns cristãos viviam no oeste de Beirute; mas, com o prosseguimento da guerra, cada setor se tornou mais homogêneo à medida que as minorias deixaram o setor em que estavam. A denominação refere-se à coloração da folhagem que floresceu ao longo de toda a linha, já que a área era desabitada. Geralmente se estendia do norte de Beirute ao sul, e a rua principal que seguia a Linha Verde era a Rua Damasco. Não havia linha formal ou segurança contínua, mas era comum ver postos de controle da milícia pelos quais as pessoas que cruzavam em determinados pontos precisavam passar e atiradores no topo dos edifícios eram comuns. Muitos dos edifícios ao longo da Linha Verde foram severamente danificados ou destruídos durante a guerra. Desde o fim das hostilidades, no entanto, muitos dos edifícios foram reconstruídos no âmbito do projeto de renovação urbana de Solidere em Centre Ville.

## História

### Cerco de Beirute Ocidental
A Linha Verde era um ponto vulnerável tanto para o oeste quanto para o leste de Beirute. Durante o cerco de Israel a Beirute Ocidental, as forças armadas israelenses cercaram Beirute Ocidental e estacionaram tanques ao longo da Linha Verde. 

### Retirada síria
Depois que os militares sírios retiraram-se do leste de Beirute em agosto de 1982, o Exército da Libertação da Palestina foi despachado para a Linha Verde sob o comando dos sírios. Os residentes de ambos os lados da linha desaprovaram a presença do Exército de Libertação da Palestina.